# Yūki Ōtsu
Yūki Ōtsu (大津 祐樹, Ōtsu Yūki, Mito, 24 maart 1990) is een voormalig Japans voetballer die meestal als middenvelder speelde. Ook was hij inzetbaar als aanvaller.

## Clubcarrière
Yūki Ōtsu speelde tussen 2008 en 2012 voor Kashiwa Reysol en Borussia Mönchengladbach. Halverwege 2011 werd hij bij de latere Japanse landskampioen weggekaapt, waarna hij op 22 oktober 2011 in de Bundesliga debuteerde tegen TSG 1899 Hoffenheim.
Hij tekende in 2012 bij VVV-Venlo een contract tot 1 juli 2014.
Op 15 december 2013 raakte Ōtsu ernstig geblesseerd, nadat hij in de thuiswedstrijd tegen MVV Maastricht zijn achillespees scheurde.
Na een maandenlange revalidatieperiode in zijn geboorteland raakte de Japanner weer fit. VVV besloot eind juni 2014 de eenzijdige optie in zijn contract te lichten, waardoor zijn contract tot medio 2015 werd verlengd. Vanwege financiële problemen zag de Venlose eerstedivisionist zich genoodzaakt de dure (niet-EU) speler te transfereren. Ōtsu keerde tijdens de winterstop van het seizoen 2014/15 terug naar Japan, waar hij weer voor zijn oude club Kashiwa Reysol ging spelen. In januari 2018 vertrok hij naar Yokohama F. Marinos. Vanaf 2021 kwam hij uit voor Júbilo Iwata waar hij eind december 2023 een punt zette achter zijn spelersloopbaan.

### Clubstatistieken
| Seizoen         | Club                     | Competitie        | Competitie | Competitie | Beker | Beker | Internationaal | Internationaal | Overig | Overig | Totaal | Totaal |
| Seizoen         | Club                     | Competitie        | Wed.       | Dlp.       | Wed.  | Dlp.  | Wed.           | Dlp.           | Wed.   | Dlp.   | Wed.   | Dlp.   |
| --------------- | ------------------------ | ----------------- | ---------- | ---------- | ----- | ----- | -------------- | -------------- | ------ | ------ | ------ | ------ |
| 2008            | Kashiwa Reysol           | J1 League         | 14         | 0          | 2     | 0     | —              | —              | 3      | 0      | 19     | 0      |
| 2009            | Kashiwa Reysol           | J1 League         | 33         | 6          | 1     | 0     | —              | —              | 5      | 2      | 39     | 8      |
| 2010            | Kashiwa Reysol           | J2 League         | 9          | 1          | 1     | 0     | —              | —              | —      | —      | 10     | 1      |
| 2011            | Kashiwa Reysol           | J1 League         | 10         | 0          | 0     | 0     | —              | —              | 1      | 0      | 11     | 0      |
| 2011/12         | Borussia Mönchengladbach | Bundesliga        | 3          | 0          | 1     | 0     | —              | —              | —      | —      | 4      | 0      |
| 2011/12         | Borussia M'gladbach II   | Regionalliga West | 9          | 0          | —     | —     | —              | —              | —      | —      | 9      | 0      |
| 2012/13         | VVV-Venlo                | Eredivisie        | 22         | 1          | 1     | 0     | —              | —              | 0      | 0      | 23     | 1      |
| 2013/14         | VVV-Venlo                | Eerste divisie    | 20         | 4          | 2     | 0     | —              | —              | 0      | 0      | 22     | 4      |
| 2014/15         | VVV-Venlo                | Eerste divisie    | 8          | 1          | 1     | 0     | —              | —              | 0      | 0      | 9      | 1      |
| 2015            | Kashiwa Reysol           | J1 League         | 14         | 1          | 2     | 0     | 8              | 0              | 2      | 0      | 26     | 1      |
| 2016            | Kashiwa Reysol           | J1 League         | 19         | 1          | 3     | 2     | —              | —              | 4      | 0      | 26     | 3      |
| 2017            | Kashiwa Reysol           | J1 League         | 16         | 1          | 4     | 0     | —              | —              | 3      | 0      | 23     | 1      |
| 2018            | Yokohama F. Marinos      | J1 League         | 25         | 1          | 2     | 0     | —              | —              | 9      | 2      | 36     | 3      |
| 2019            | Yokohama F. Marinos      | J1 League         | 23         | 0          | 3     | 1     | —              | —              | 6      | 2      | 32     | 3      |
| 2020            | Yokohama F. Marinos      | J1 League         | 12         | 0          | 0     | 0     | 3              | 0              | 0      | 0      | 15     | 0      |
| 2021            | Júbilo Iwata             | J2 League         | 40         | 6          | 2     | 0     | —              | —              | —      | —      | 42     | 6      |
| 2022            | Júbilo Iwata             | J1 League         | 26         | 3          | 1     | 0     | —              | —              | 3      | 0      | 30     | 3      |
| 2023            | Júbilo Iwata             | J2 League         | 11         | 0          | 0     | 0     | —              | —              | 3      | 0      | 14     | 0      |
| Carrière totaal | Carrière totaal          | Carrière totaal   | 314        | 26         | 26    | 3     | 11             | 0              | 39     | 6      | 390    | 35     |

## Interlandcarrière
| Interlands van Yūki Ōtsu | Interlands van Yūki Ōtsu | Interlands van Yūki Ōtsu | Interlands van Yūki Ōtsu | Interlands van Yūki Ōtsu | Interlands van Yūki Ōtsu |
| №                        | Datum                    | Wedstrijd                | Uitslag                  | Competitie               | Goals                    |
| Als speler van VVV-Venlo | Als speler van VVV-Venlo | Als speler van VVV-Venlo | Als speler van VVV-Venlo | Als speler van VVV-Venlo | Als speler van VVV-Venlo |
| ------------------------ | ------------------------ | ------------------------ | ------------------------ | ------------------------ | ------------------------ |
| 1                        | 06.02.2013               | Japan – Letland          | 3 – 0                    | Vriendschappelijk        | 0                        |
| 2                        | 22.03.2013               | Canada – Japan           | 1 – 2                    | Vriendschappelijk        | 0                        |

In 2012 werd Ōtsu geselecteerd voor het Japans olympisch voetbalelftal bij de Olympische Spelen in Londen. Hij speelde in alle zes wedstrijden mee en scoorde daarin drie doelpunten, waaronder de winnende 1-0 tegen Spanje. Japan zou uiteindelijk stranden in de halve finale, na een 1-3 nederlaag tegen Mexico met opnieuw Ōtsu als enige doelpuntenmaker namens Japan. De wedstrijd om de 3e en 4e plaats werd vervolgens met 0-2 verloren van Zuid-Korea.
Op 6 februari 2013 maakte Ōtsu zijn debuut voor het Japanse nationale elftal in de met 3-0 gewonnen oefeninterland tegen Letland. In die selectie trof hij twee andere oud-spelers van VVV, Keisuke Honda en Maya Yoshida.